# Ernst Hepp
Ernst Hepp (* 16. Mai 1878 in Untersteben; † 3. Juni 1968) war ein deutscher Jurist und Botaniker. Sein botanisch-mykologisches Autorenkürzel lautet „E.Hepp“.

## Werdegang
Hepp war Reichsrichter und Richter beim Obersten Finanzgerichtshof. Später war er Ministerialdirigent im Bayerischen Finanzministerium. Er war Bearbeiter des Handbuchs des Steuerrechts und von Kommentaren zum Weingesetz.
Daneben war er von 1935 bis 1952 Vorsitzender der Bayerischen Botanischen Gesellschaft zur Erforschung der heimischen Flora.

## Ehrungen
- 1953: Großes Verdienstkreuz der Bundesrepublik Deutschland
- 1961: Bayerischer Verdienstorden